# Nate Marquardt
Nathan Joel Marquardt (født 20. april 1979 i Lander, Wyoming i USA), er en amerikansk tidligere MMA-udøver, der konkurrerede i organisationerne Ultimate Fighting Championship (UFC) og Strikeforces weltervægtsdivision. Marquardt er 3-gange King of Pancrase-mester. Han vandt 35 professionelle MMA-kampe og har blandt andet besejret Jeremy Horn, Demian Maia og danske Martin Kampmann

## MMMA

### Tidligere karriere
Som 10-årig begyndte Marquardt at træne Brasiliansk Jiu-jitsu og kickboxing inspireret af Royce Gracies medvirken i de første Ultimate Fighting Championship-turneringer. I 1999 vandt han turneringen Bas Rutten Invitational 4 hvor vinderen ville få en kontrakt med UFC. Da han ikke blev tilbudt en kontrakt begyndte han at konkurrere i den japanske organisation Pancrase i stedet. I Pancrase vandt han titlen som mester i mellemvægtsklassen tre gange og forsvarede titlen yderligere fire gange. Han er den eneste 3-gange mester i Pancrases historie.

### Ultimate Fighting Championship
I sommeren 2005 fik han sin første kamp i UFC mod Ivan Salaverry som han besejrede på point. Den 7. juli 2007 på UFC 73 tabte han en titelkamp mod den regerende mester Anderson Silva. Kampens var hans 34. professionelle MMA-kamp og nederlaget var hans første og hidtil eneste i karrieren via knockout. På UFC 85, den 7. juni 2008, kæmpede han en kamp mod Thales Leites, hvor det rygtedes at vinderen ville få en titelkamp mod Anderson Silva. Efter at Marquardt havde fået fratrukket 2 point i løbet af kampen, havde 2 af de 3 sidedommere Leites som vinder på point og den tredje Marquadt og Leites vandt således via en uenig dommerafgørelse. Efter at have vundet 3 kampe i træk mod Martin Kampmann på UFC 88, Wilson Gouveia på UFC 95 og mot Demian Maia på UFC 102, tabte Marquardt til Chael Sonnen på UFC 109. Vinderen af Sonnen og Marquardt ville få en chance om en kamp om titlen. Han mistede yderligere en chance om at få en titelkamp da han tabte til Yushin Okami på UFC 122 den 13. november 2010.
Han mødte Jake Ellenberger på UFC 158 den 16. marts, 2013. Han tabte på knockout (slag) i 1. omgang.
Han mødte til Tamdan McCrory på UFC Fight Night: Lineker vs. Dodson den 1. oktober, 2016. Marquardt bejserejde McCrory på knockout (slag og hovedspark) i 2. omgang og fik Performance of the Night-prisen for sin indsats.

## Privatliv
Marquardt er gift. Parret fik deres første barn sammen den 18. maj, 2010. Nate har også en datter, Emmalie fra et tidligere forhold. Marquardt har en storebror, der er i United States Air Force.
Marquardt er kristen. Marquardt har sagt, at tro er det mest vigtige i hans liv.
Marquardt havde en kort cameo-optræden i starten af MC Hammers musikvideo for Jay-Z disstracket, "Better Run Run" sammen med Brendan Schaub, Eliot Marshall, og træneren Trevor Wittman. Marquardt havde også en lille rolle i filmen Warrior som Karl "The Dane" Kruller.